# Habrotrocha colliflectens
Habrotrocha colliflectens is een raderdiertjessoort uit de familie Habrotrochidae. De wetenschappelijke naam van deze soort is voor het eerst geldig gepubliceerd in 1944 door Bartos.